# Kef El Ahmar
Kef El Ahmar è un comune dell'Algeria, situato nella provincia di El Bayadh.